# Taliándörögd
Taliándörögd è un comune dell'Ungheria di 718 abitanti (dati 2001). È situato nella contea di Veszprém.

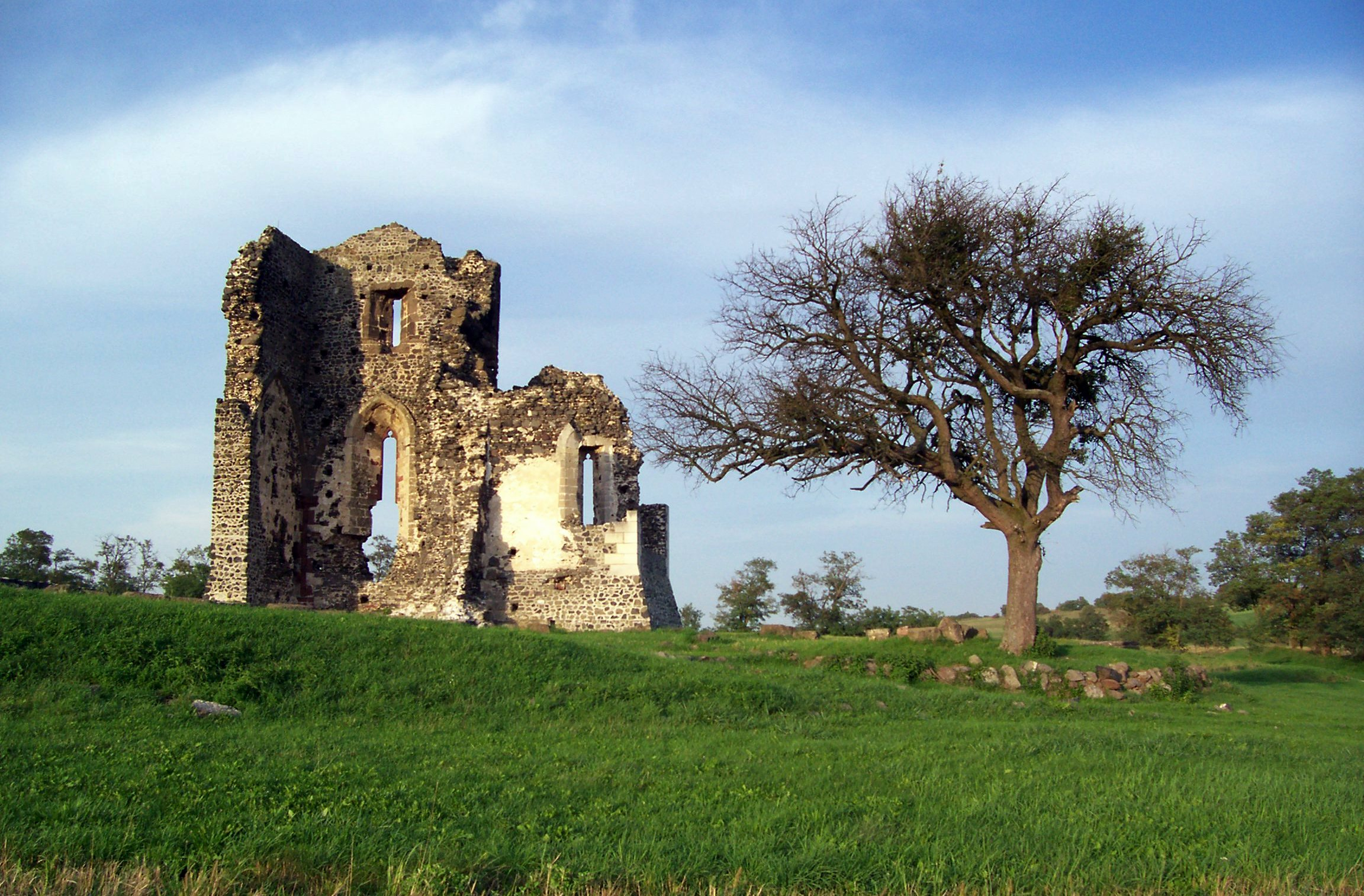
Dörögd